# A Neverending Dream
A Neverending Dream – piosenka nagrana pierwotnie przez niemiecki zespół X-Perience, którą wydano na singlu w 1996 roku. W 2006 roku utwór opublikowano jako ósmy singiel niemieckiego zespołu Cascada, który promował ich debiutancki album (w Niemczech był 5. singlem, a w Wielkiej Brytanii 4.).

## Lista utworów
Niemiecki 12" maxi singel
Strona A
1. "A Neverending Dream" [Club Mix] – 4:57

Strona B
1. "A Neverending Dream" [The Real Booty Babes remix] – 5:58
2. "A Neverending Dream" [Deepforces remix] – 6:09

Brytyjski singel
1. "A Neverending Dream" [Deepforces remix]
2. "A Neverending Dream" [Dancing DJs remix]
3. "A Neverending Dream" [Buzz Junkies remix]
4. "A Neverending Dream" [Digital Dog remix]
5. "A Neverending Dream" [Frisco remix]
6. "A Neverending Dream" [KB Project remix]
7. "A Neverending Dream" [Fugitive radio mix]
8. "A Neverending Dream" [radio edit]

Holenderski cd singel
1. "A Neverending Dream"
2. "Everytime We Touch (Yanou's Candlelight Mix)"

## Notowania
| Notowanie (2007)    | Najwyższa pozycja |
| ------------------- | ----------------- |
| Dutch Top 100       | 77                |
| Finland Top 20      | 5                 |
| Irish Singles Chart | 15                |
| UK Singles Chart    | 46                |